# Valdemar Dahlgren
Olof Valdemar Dahlgren, född 29 augusti 1881 i Botilsäters socken, Värmland, död 7 september 1958 i Stömne, Stavnäs socken, Värmland var en svensk folkbildare och rektor.

## Biografi

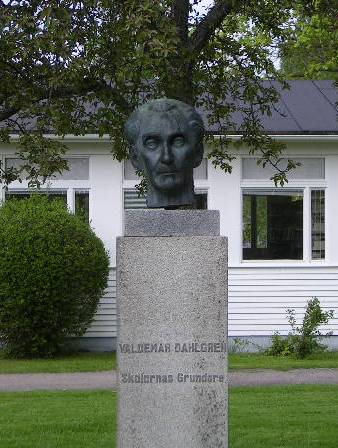
Dahlgrens byst på Ingesund

Dahlgren blev filosofie kandidat vid Uppsala universitet 1905, var t.f. föreståndare för folkhögskolan i Fränsta 1902–03 och vikarierande adjunkt vid Karlstads läroverk 1903–04. Han grundade 1905 Säffle folkhögskola, sedermera flyttad till Arvika och benämnd Ingesunds folkhögskola, och 1923 Folkliga musikskolan, som numera heter Musikhögskolan Ingesund. Han var rektor för bägge skolorna till 1953. 
Utöver sitt brinnande engagemang för folkbildningen och musikutbildningen var Dahlgren mycket intresserad av pomologi och ordförande i Värmlands läns fruktodlareförbund. Han står som porträttbyst på skolområdet Ingesund.

## Priser och utmärkelser
- 1935 – Associé nr 172 av Kungliga Musikaliska Akademien
- 1949 – Medaljen för tonkonstens främjande